# Bulbophyllum khasyanum
Bulbophyllum khasyanum é uma espécie de orquídea (família Orchidaceae) pertencente ao gênero Bulbophyllum. Foi descrita por William Griffiths em 1851.